# عبره الحرة (بني سعد)

تعديل مصدري - تعديل

عبره الحرة هي إحدى قرى عزلة بني زيد بمديرية بني سعد التابعة لمحافظة المحويت، بلغ تعداد سكانها 57 نسمة حسب تعداد اليمن لعام 2004.